# Bundesverband Türkisch-Deutscher Unternehmervereine in Deutschland
Der Bundesverband Türkisch-Deutscher Unternehmervereine in Deutschland e. V. (TIDAF; türkisch Türk İşadamları Avrupa Federasyonu Başkanlığı) ist ein Dachverband türkischer Unternehmervereine in Deutschland. Er hat seinen Sitz in Köln.

## Verband
Der TIDAF entstand im Dezember 1993 aus dem Zusammenschluss 22 regional organisierter Verbände türkischer Unternehmer. 1999 waren bereits 5.000 türkischstämmige Unternehmen in dem Verband organisiert. Der erste Vorsitzende war Aydin Yardimci.
Neben den bei Arbeitgeberverbänden üblichen Zielsetzungen ist bei türkischen Unternehmervereinen in Deutschland die Vertiefung der wirtschaftlichen Beziehungen zwischen Deutschland und der Türkei ein weiteres wesentliches Ziel. Daneben wollen diese Organisationen auch bei spezifischen Problemen, die die besondere Einwanderungssituation der Arbeitgeber türkischer Herkunft betreffen, beraten und helfen.
Auf europäischer Ebene tritt der Verband auch als Bundesverband Türkisch-Europäischer Unternehmervereine e. V. auf.